# Партия левых социалистов-революционеров
Партия левых социалистов-революционеров-интернационалистов (ПЛСР или левые эсеры) — политическая партия в России в 1917—1923.
Зародилась как левое крыло в политической Партии Социалистов Революционеров (эсеры) в годы Первой мировой войны (вышла из состава партии в ноябре-декабре 1917).

## История
После Февральской революции 1917 левое крыло партии эсеров, объединившееся вокруг газеты «Земля и воля», выступило с антивоенными лозунгами. На III съезде партии эсеров (май — июнь 1917) левые эсеры образовали так называемую «левую оппозицию», заявив о своих политических разногласиях с ЦК партии. Левые эсеры потребовали:
- осудить войну как империалистическую и немедленно выйти из неё;
- прекратить сотрудничество партии эсеров с Временным правительством;
- немедленно решить земельный вопрос в соответствии с программой партии, передав земли крестьянам.

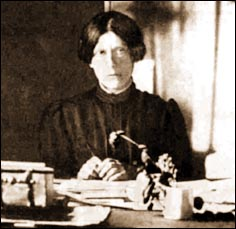
Мария Спиридонова

В октябре 1917 года левые эсеры вошли в созданный по предложению Л. Д. Троцкого Военно-революционный комитет Петроградского Совета и приняли участие в октябрьском вооружённом восстании; поддержали партию большевиков на II Всероссийском съезде Советов 25—27 октября (7—9 ноября) 1917, отказавшись покинуть съезд вместе с правыми эсерами, голосовали за его решения и вошли в состав ВЦИК — Всероссийского центрального исполнительного комитета.
Правые эсеры отказались участвовать в работе II Всероссийского съезда Советов и не поддержали новую власть. 27 октября (9 ноября) 1917 г. ЦК ПСР, большинство в котором принадлежало правым и центру, принял постановление об исключении из партии «всех принявших участие в большевистской авантюре и не ушедших со съезда Советов». Разногласия внутри партии эсеров постепенно усиливались и привели вначале к образованию фракции левых эсеров, а после октябрьской революции — к окончательному расколу и созданию новой партии. В конце ноября это решение подтвердил IV съезд ПСР. Левые эсеры в декабре 1917 организационно оформились в самостоятельную партию.
В целом поддержав большевиков, левые эсеры, однако, вначале отказались войти в Советское правительство — Совет народных комиссаров (СНК), потребовав создания «однородного социалистического правительства» — из представителей всех социалистических партий. Тем не менее уже в конце 1917 представители партии левых эсеров вошли в СНК, возглавив наркоматы земледелия (Колегаев), имуществ (Карелин), юстиции (Штейнберг), почт и телеграфов (Прошьян), местного самоуправления (Трутовский), а Алгасов получил пост наркома без портфеля.
Многие представители партии левых эсеров участвовали в создании Красной армии, в работе Всероссийской чрезвычайной комиссии (ВЧК). При этом по ряду принципиальных вопросов левые эсеры с самого начала расходились с большевиками.
Разрыв произошёл уже в феврале 1918 — на заседании ВЦИК 23 февраля левые эсеры проголосовали против подписания Брестского мира с Германией, а затем, на IV Чрезвычайном съезде Советов (14—16 марта 1918) — и против его ратификации. Поскольку их мнение не было принято во внимание, то левые эсеры вышли из состава СНК и объявили о расторжении соглашения с большевиками. При этом они продолжали работать во ВЦИК и других советских учреждениях.
Тем временем принятые Советской властью декреты о комитетах бедноты ударили по интересам основной социальной базы левых эсеров — трудового крестьянства. В связи с этим в июне 1918 ЦК партии левых эсеров и III съезд партии постановил использовать все доступные средства для того, чтобы «выпрямить линию советской политики».
На V Всероссийском съезде Советов (4—10 июля 1918) левые эсеры, находясь в меньшинстве (около 353 из 1164 депутатов, 30%), открыто выступили против своих бывших союзников — большевиков. Не получив поддержки, они приступили к «активным» действиям. 6 июля 1918 левые эсеры Яков Блюмкин и Николай Андреев убили в Москве германского посла Мирбаха. Далее руководителями левых эсеров были арестованы несколько большевиков, в том числе председатель ВЧК Дзержинский, захвачен телеграф и главпочтамт (см. Восстание левых эсеров). Это было расценено большевиками как попытка свергнуть советскую власть и послужило поводом для ареста на Съезде левоэсеровской фракции в полном составе (а также представителей всех остальных партий, кроме большевиков).
По иной версии, и как это следует из письма лидера левых эсеров Марии Спиридоновой, убийство Мирбаха было личной инициативой нескольких руководителей эсеров, и никакого восстания не было, а все дальнейшие действия левых эсеров были «самообороной». Однако, большевикам было выгодно использовать убийство посла как повод для разгрома последней оппозиционной партии. Многими историками именно июль 1918 года считается рубежной точкой окончательного формирования в стране однопартийной большевистской диктатуры, так как после июля 1918 года представительство других партий в советах стало ничтожным.
После подавления восстания V Всероссийский съезд Советов принял решение исключить из состава Советов левых эсеров, поддержавших политическую линию ЦК своей партии.

## Раскол

Газета украинской партии левых эсеров-борьбистов. 1919

Значительная часть рядовых членов партии левых эсеров и некоторые лидеры партии не поддержали действия своего руководства. Партия раскололась, и в сентябре 1918 из неё выделились Партия народников-коммунистов и Партия революционного коммунизма, некоторые члены которых впоследствии вошли в РКП(б). Часть левых эсеров занялась подпольной борьбой против власти большевиков, участвовала в восстаниях за всеобщее самоуправление и очищенную советскую власть, неподконтрольную политическим партиям.
Ряд левых эсеров, как например Александр Антонов, сыграли значительную политическую и военную роль во время Гражданской войны, примыкая к зелёным повстанцам и борясь как с большевиками, так и с белогвардейцами.
В 1919—1923 гг. левые эсеры разделились на ряд фракций. Левые эсеры подполья (активисты) принимали участие в вооруженных выступлениях против советского руководства (лидеры: Донат Черепанов, Мария Спиридонова, Борис Камков). 
Весной 1920 года в результате возникших разногласий ЦК ПЛСР фактически перестал существовать как единый орган. Из ЦК выделился «Комитет Центральной области», стоявший на старых тактических позициях. В октябре 1920 года группа, ранее входившая в ЦК ПЛСР (И. Д. Баккал, С. Ф. Рыбин, Я. М. Фишман, О. Л. Чижиков и И. З. Штейнберг), объявила о создании Центрального организационного бюро и обратилась ко всем левым эсерам с призывом объединиться на платформе отказа от вооруженной борьбы с Советской властью. Легалистское течение во главе с Исааком Штейнбергом выступало лишь за публичную критику большевиков и борьбу с ними мирными средствами. В 1922—1923 гг. легалистское течение объединилось с группами эсеров-максималистов и эсеровской группой «Народ» в Объединение Левого Народничества (ОЛН).
В 1930-е годы многие левые эсеры и левые народники были подвергнуты репрессиям. Во время «большого террора» из лидеров ПЛСР были расстреляны: Б. Д. Камков, В. А. Карелин, А. Л. Колегаев, В. А. Алгасов, А. А. Биценко, Ю. В. Саблин. Арестованы в конце 1930-х и расстреляны в сентябре 1941 года под Орлом: М. А. Спиридонова, И. А. Майоров.

## Идеи
В области политической и хозяйственной программы левые эсеры после 4-го съезда партии (сентябрь-октябрь 1918 г.) перешли на позиции, близкие к анархизму и революционному синдикализму (синдикально-кооперативной федерации). По их мнению, промышленные предприятия следовало передать в самоуправление трудовым коллективам, объединённым в общую федерацию производителей. Потребление нужно было организовать через союз кооперативов — местных самоуправляющихся обществ потребителей, так же объединённых в общую федерацию. Экономическая жизнь должна организовываться путём совместных договоренностей этих двух ассоциаций, для чего требовалось создать особые экономические советы, избранные от производственных и потребительских организаций. Политическую и военную власть следовало сосредоточить в руках политических советов, избранных трудящимися по территориальному принципу.
Украинские левые эсеры (Яков Браун, Михаил Шелонин) полагали, что наряду с хозяйственными и политическими советами (выборы туда осуществляются по производственному или территориальному признаку без различия этничности, то есть совместно и смешанно трудящимися всех национальностей) необходимы советы по делам народностей, избранные представителями различных этнических общин трудящихся — евреями, украинцами, русскими, греками и т. д., что по их мнению, особенно актуально для многонациональной Украины.
Каждый человек получал право свободно «записаться» в любую общину по своему выбору — этничность считалась левыми эсерами делом свободного самоопределения человека, результатом его личного выбора, а не вопросом крови. Этнические советы трудящихся, образуя, как бы, третью палату власти советов, должны были заниматься вопросами развития культуры, школ, учреждений, систем образования на местных языках и т. д.